# Бурден, Крис
Кристофер «Крис» Бёрден (англ. Christopher "Chris" Burden; 11 апреля 1946, Бостон, Массачусетс — 10 мая 2015, Лос-Анджелес, Калифорния) — американский концептуальный художник. Некоторые из своих работ создавал в такой форме искусства, как Shock art.

## Образование
Крис Бурден получил степень бакалавра в области изобразительных искусств, физики и архитектуры в Pomona College, степень магистра — в Университете Калифорнии в Ирвайне (1969—1971).

## Биография и творчество
Репутация Бурдена как художника, работающего с перформансом, начала расти в начале 1970-х годов после того, как он показал серию провокационных перформансов, в которых идея личной опасности как средства художественного выражения была центральной. Порой эти действия, особенно, если не удавалось привлечь внимание публики, снимались на 16-миллиметровую плёнку. Другие сохранились только благодаря скупым записям Бурдена. Например, перформанс «Тихо сквозь ночь», Бурден описал следующим образом: «Мэйн-стрит, Лос-Анджелес, 12 сентября 1973. Держа руки за спиной, я медленно, с трудом продвигаюсь по битому стеклу. Зрителей совсем мало, большинство просто прохожие».
Его наиболее известная работа этого времени — перформанс Выстрел (Shoot, 1971), в котором левая рука художника была прострелена (при помощи ассистента) с расстояния около пяти метров. Бурдена отправили к психиатру после этого произведения. Много интерпретаций появилось в связи с этой работой. Многие видели это как заявление о войне во Вьетнаме и американском праве носить оружие. Другими перформансами 1970-х были «Five Day Locker Piece» (1971), «Deadman» (1972), «B.C. Mexico» (1973), «Fire Roll» (1973), «TV Hijack» (1972), «Doomed» (1975) и «Honest Labor» (1979).
Один из наиболее известных перформансов Бурдена, Trans-Fixed, был показан в 1974 году на Speedway Avenue в Венеции, Калифорния. Во время этого перформанса Бурден лежал лицом вверх на Фольксвагене Жуке, обе его руки при этом были прибиты таким образом, будто он был распят на автомобиле. Машину вытолкали из гаража и мотор работал две минуты перед тем, как машину затолкали обратно в гараж.
Позднее, в этом же году, Бурден представил перформанс White Light/White Heat в Галерее Рональда Фельдмана в Нью-Йорке. Во время этого перформанса Бурден провел двадцать два дня лежа на треугольной платформе в углу галереи. Он был вне поля зрения зрителей и сам не мог их видеть. Согласно Бурдену, он не ел, не разговаривал и не спускался все это время.
Перформанс Kunst Kick, показанный во время открытия Базельской ярмарки искусств в 1974, состоял в том, что Крис Бурден улегся наверху двухпролётной лестницы, а Чарльз Хилл пинал его, при этом Бурден скатывался каждый раз на две-три ступеньки.
Во время другого перформанса, Doomed, Бурден лежал неподвижно в галерее под наклонённым куском стекла и часами, которые шли рядом. Крис был готов оставаться в этом положении до тех пор, пока кто-нибудь не вмешается каким-либо образом в перформанс. Сорок пять часов позднее охранник поставил кувшин с водой на досягаемом расстоянии от художника. Бурден затем разбил стекло, положив конец перформансу.
В 1974 году Крис Бурден начал работать с видео, используя его как часть своих перформансов, так и для документации своих работ и создания концептуальной телевизионной рекламы.
В конце 1970-х годов Бурден начал создавать скульптурные объекты, инсталляции и технологические или механические изобретения, включая монументальную «BCar» и «The Big Wheel». «B-Car» (1975) — лёгкий четырёхколёсный автомобиль, который он описал как «способный путешествовать со скоростью 100 миль в час». Другими его работами этого периода были «DIECIMILA» (1977), копия итальянской банкноты 10 000 лир, возможно первое произведение искусства, которое, как и деньги, было напечатано с двух сторон бумаги. «The Speed of Light Machine» (1983) — реконструкция научного эксперимента, направленного на то, чтобы увидеть скорость света; инсталляция C.B.T.V. (1977) — реконструкция механического телевизора.
В 1978 Крис Бурден стал профессором Университета Калифорнии, Лос-Анджелес, пост, который он покинул в 2005 из-за разногласий по поводу исполнения одним из студентов перформанса Бурдена.
Большая ретроспектива его работ «Chris Burden: A Twenty Year Survey» была организована в 1988 Newport Harbor Art Museum, Калифорния. Крис Бурден выставлялся и показывал свои перформансы во многих музеях мира, включая Центр Помпиду в Париже; de Appel, Амстердам; Галерея Тейт в Лондоне; The Baltic Centre, Ньюкасл, Англия; 48-я Венецианская биеннале; Музей современного искусства, Нью-Йорк; Музей современного искусства, Лос-Анджелес; Музей концептуального искусства, Сан-Франциско; Hirshhorn Museum and Sculpture Garden, Вашингтон; Институт современного искусства, Бостон; биеннале Музея Уитни, Нью-Йорк.